# Flavio Bianchi
Flavio Junior Bianchi (Asti, 24 gennaio 2000) è un calciatore italiano, attaccante svincolato.

## Biografia
Nato ad Asti, è cresciuto a Diano Marina, città in cui si sono trasferiti i suoi genitori per motivi di lavoro.

## Caratteristiche tecniche
Centravanti di piede destro, dotato di rapidità e abilità nell'uno contro uno, è in possesso di un ottimo senso del gol; tecnicamente molto bravo, partecipa spesso alla costruzione della manovra offensiva oltre che alla fase difensiva. Pur non essendo molto sviluppato fisicamente, la potente muscolatura gli consente di affrontare al meglio avversari più alti di lui.

## Carriera

### Club
Dopo avere mosso i primi passi da calciatore nel Golfo Dianese, all'età di 10 anni viene notato dal Genoa, entrando nel settore giovanile dei rossoblù. Dopo 7 anni a Genova, nel 2017 viene ceduto in prestito al Torino (con cui ha segnato 4 reti nel Campionato Primavera 1 e vinto la Coppa Italia di categoria). A fine prestito fa ritorno ai rossoblù, in cui milita sino al 2020 (vincendo nel mentre il premio di miglior giocatore del Torneo di Viareggio nel 2019), anno in cui va in prestito alla Lucchese e brilla nella Serie C. Nonostante la stagione negativa della squadra (ripescata dalla retrocessione), con 13 gol si laurea capocannoniere della squadra.
Tornato al Genoa, il 13 agosto 2021 esordisce con il club nel successo per 3-2 contro il Perugia. Invece 8 giorni dopo debutta in Serie A in occasione della sconfitta per 4-0 in casa dell'Inter. Il 2 ottobre 2021 parte per la prima volta da titolare con il club (oltre che in massima serie) nella sconfitta per 1-0 in casa della Salernitana. Va a segno per la prima volta in massima serie nella gara giocata il 5 novembre seguente in casa dell’Empoli, siglando il 2-2 finale.
Il 28 gennaio 2022, viene ceduto in prestito al Brescia, in Serie B. Il 1º marzo, alla seconda presenza con le Rondinelle, dopo essere subentrato all'80' a Mehdi Léris nella gara contro il Perugia, con la sua squadra in svantaggio per 0-1, dopo un minuto segna la rete del pareggio, e successivamente offre a Rodrigo Palacio l'assist per la rete del definitivo successo per 2-1. Il 14 maggio, nel turno preliminare dei Play off vinto contro il Perugia, dopo aver servito l'assist per il pareggio di Aye al 107', segna il gol del 3-2 finale al 118', risultando così nuovamente decisivo contro la compagine umbra.
La stagione successiva, viene riscattato dal Brescia. Va a segno già alla prima giornata, siglando il gol del 2-0 finale ai danni del Sudtirol il 14 agosto. Si distingue per i gol segnati nel recupero finale contro il Benevento (1-0) e il Cosenza (1-1), decisivi al fine del risultato. Tuttavia, il gol segnato ai danni dei calabresi l'8 dicembre è la sua ultima marcatura stagionale; l'attaccante chiude il campionato con 4 reti.
Il 16 settembre 2023, Bianchi torna a segnare dopo più di nove mesi, realizzando il gol del 2-0 finale nel successo esterno in campionato ai danni del Lecco. Alcuni giorni più tardi, rinnova il proprio contratto con il Brescia fino al 2026.

### Nazionale
Ha giocato in tutte le nazionali giovanili italiane comprese tra l'Under-15 e l'Under-18.

## Statistiche

### Presenze e reti nei club
Statistiche aggiornate al 13 maggio 2025.
| Stagione        | Squadra         | Campionato      | Campionato | Campionato | Coppe nazionali | Coppe nazionali | Coppe nazionali | Coppe continentali | Coppe continentali | Coppe continentali | Altre coppe | Altre coppe | Altre coppe | Totale | Totale |
| Stagione        | Squadra         | Comp            | Pres       | Reti       | Comp            | Pres            | Reti            | Comp               | Pres               | Reti               | Comp        | Pres        | Reti        | Pres   | Reti   |
| --------------- | --------------- | --------------- | ---------- | ---------- | --------------- | --------------- | --------------- | ------------------ | ------------------ | ------------------ | ----------- | ----------- | ----------- | ------ | ------ |
| 2020-2021       | Lucchese        | C               | 32         | 13         | -               | -               | -               | -                  | -                  | -                  | -           | -           | -           | 32     | 13     |
| 2021-gen. 2022  | Genoa           | A               | 7          | 1          | CI              | 1               | 0               | -                  | -                  | -                  | -           | -           | -           | 8      | 1      |
| gen.-giu. 2022  | Brescia         | B               | 8+3        | 1+1        | CI              | -               | -               | -                  | -                  | -                  | -           | -           | -           | 11     | 2      |
| 2022-2023       | Brescia         | B               | 34+2       | 4          | CI              | 2               | 1               | -                  | -                  | -                  | -           | -           | -           | 38     | 5      |
| 2023-2024       | Brescia         | B               | 38+1       | 4          | -               | -               | -               | -                  | -                  | -                  | -           | -           | -           | 39     | 4      |
| 2024-2025       | Brescia         | B               | 23         | 4          | CI              | 1               | 0               | -                  | -                  | -                  | -           | -           | -           | 24     | 4      |
| Totale Brescia  | Totale Brescia  | Totale Brescia  | 103+6      | 13+1       |                 | 3               | 1               |                    | -                  | -                  |             | -           | -           | 112    | 15     |
| Totale carriera | Totale carriera | Totale carriera | 148        | 28         |                 | 4               | 1               |                    | -                  | -                  |             | -           | -           | 152    | 29     |

## Palmarès

### Club

#### Competizioni giovanili
- Coppa Italia Primavera: 1

Torino: 2017-2018

### Individuale
- Golden Boy del Torneo di Viareggio: 1

2019
- Capocannoniere della Coppa Italia Primavera: 1

2019-2020 (3 reti, alla pari con altri 6 giocatori)